# Wang Anyi
Wang Anyi (王安忆S; Nanchino, marzo 1954) è una scrittrice cinese.

## Biografia
È nata nel distretto del Jiangsu, a Nanchino, sua madre era la scrittrice Ru Zhijuan.
Nel 1955 si trasferisce a Shanghai assieme alla famiglia.
Dopo il diploma di scuola Media approda prima in un villaggio di contadini nella contea di Wuhe, nella provincia dell'Anhui, dove viene trasferita in gruppo dopo la Rivoluzione Culturale.
In seguito, dopo essere stata ammessa in un gruppo di artisti nel distretto di Xuzhou eseguiva performance con il violoncello e, da amatore, inizia a scrivere romanzi. Nel 1978 è tornata a lavorare a Shanghai; è diventata presidente dell'associazione degli scrittori della città di Shanghai.
Sin dalla metà degli anni ottanta, emerse dal mondo letterario della letteratura della Gioventù Consapevole, del movimento Xungen e fra gli scrittori rappresentativi di altre forme letterarie creative.
Il critico David Der-Wei Wang, di background taiwanese e esperto di letteratura americana, nei suoi saggi brevi "La letteratura della scuola di Shanghai e i romanzi di Wang Anyi", affermando che, subito dopo Zhang Ailing, è l'esponente più importante della letteratura della scuola di Shanghai e le attribuisce una posizione elevata nel panorama della letteratura cinese moderna.
In un'intervista, Wang Anyi ha detto:
La caratteristica di questi tempi è che ci sono troppe cose che vengono dall'estero, le cose materiali sono troppe, e la gente manca di vita interiore.
Mi trovo persino a tenere vivo il ricordo della nostra giovinezza ai tempi della Rivoluzione Culturale. A quel tempo le cose materiale erano davvero poche. Non c'era niente, ma eravamo ricchi di qualità interiori. Penso che noi tutti iniziamo a studiare letteratura quando ci appelliamo alla nostra interiorità. Penso che i giovani, nella società di oggi, siano estremamente impazienti.
Nel pensare in modo impaziente si ottengono dall'interno delle letture soltanto sentimenti fugaci. Mentre gli impazienti non riescono a parlare in modo paziente, io rifletto bene, leggo attentamente, e ottengo [dalla lettura]quel tipo di piacere che loro vogliono ottenere solo velocemente.»

## Opere
- L'amore in una vallata incantata (富萍荒山之恋, Fù píng huāngshān zhī liàn), 1986
- La canzone dell'eterno rimpianto (长恨歌, Chánghèngē), 1995
- Fu Ping, (富萍, Fù píng), 2000